# Disersus goudotii
Disersus goudotii is een keversoort uit de familie beekkevers (Elmidae). De wetenschappelijke naam van de soort werd in 1843 gepubliceerd door Félix Édouard Guérin-Méneville.